# Jérôme Rivière
Pour les articles homonymes, voir Rivière (homonymie).
Jérôme Rivière, né le 8 juillet 1964 à Suresnes (département de la Seine), est un homme politique français.
De 2002 à 2007, il est député UMP de la première circonscription des Alpes-Maritimes.
Après s'être rapproché de Marine Le Pen, il intègre en 2018 le conseil national du Rassemblement national (RN), puis est élu député européen sur la liste du RN à l'occasion des élections européennes de 2019.
En vue de l’élection présidentielle de 2022, il rallie la candidature d’Éric Zemmour et devient vice-président de son parti Reconquête, ce qui met fin à sa fonction de président de la délégation française du groupe Identité et démocratie au Parlement européen.

## Parcours professionnel
Ancien avocat, il exerce jusqu'en 2015 en étant inscrit au barreau de Paris, avant de devenir chef d'entreprise,.

## Parcours politique

### Débuts
Aux élections municipales de 1995, il est tête de liste à La Garenne-Colombes face au maire sortant, Max Catrin (CNIP). Alors que sa liste obtient 20,85 % des voix, Jérôme Rivière se désiste en faveur de la liste de la majorité présidentielle menée par Max Catrin.[réf. nécessaire]

### Député des Alpes-Maritimes
Adhérent du parti Démocratie libérale, ancien membre du cabinet de François Léotard, il rejoint l'UMP à sa création en 2002 où il participe au mouvement La Droite libre jusqu'en 2004 avant de rallier le Centre national des indépendants et paysans (CNI), parti associé à l'UMP.[réf. nécessaire]
Il est élu député le 16 juin 2002, pour la XIIe législature, dans la première circonscription des Alpes-Maritimes avec 58,14 % des voix au second tour devant le candidat du Parti socialiste Patrick Allemand. Il fait partie du groupe UMP.

### Départ de l’UMP

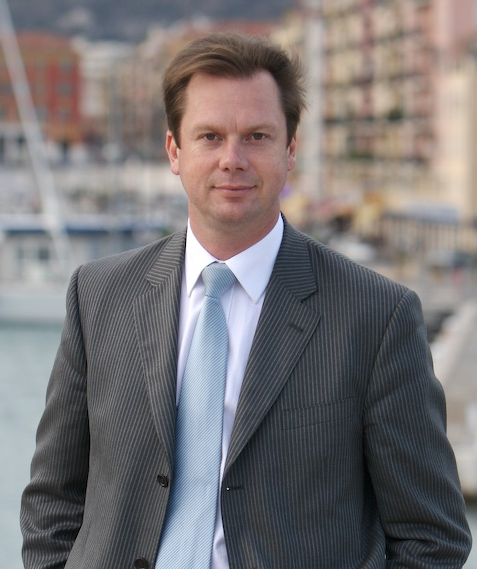
Jérôme Rivière en 2007.

Lors de la campagne présidentielle de 2007, il soutient Philippe de Villiers, ce qui est analysé comme une cause de son exclusion de l'UMP.
En parallèle, pour les élections législatives de juin 2007, il n'obtient pas l'investiture de l'UMP, qui choisit Éric Ciotti.[réf. nécessaire] Jérôme Rivière annonce toutefois qu'il se représentera dans la première circonscription des Alpes-Maritimes, même sans l'investiture UMP, sous l'étiquette « député UMP sortant et candidat de la majorité présidentielle »[source insuffisante]. Le 10 juin 2007, il obtient environ 10 % des suffrages exprimés, est exclu du second tour et appelle à voter pour Éric Ciotti.[réf. nécessaire]. Le maintien de sa candidature est une autre cause annoncé comme à l'origine de son exclusion de l'UMP.
Il adhère ensuite au Mouvement pour la France de Philippe de Villiers, et devient directeur de campagne pour les élections européennes de juin 2009 du mouvement associé Libertas, tout en étant tête de liste dans la circonscription d'Île-de-France,.

### Cadre du FN-RN

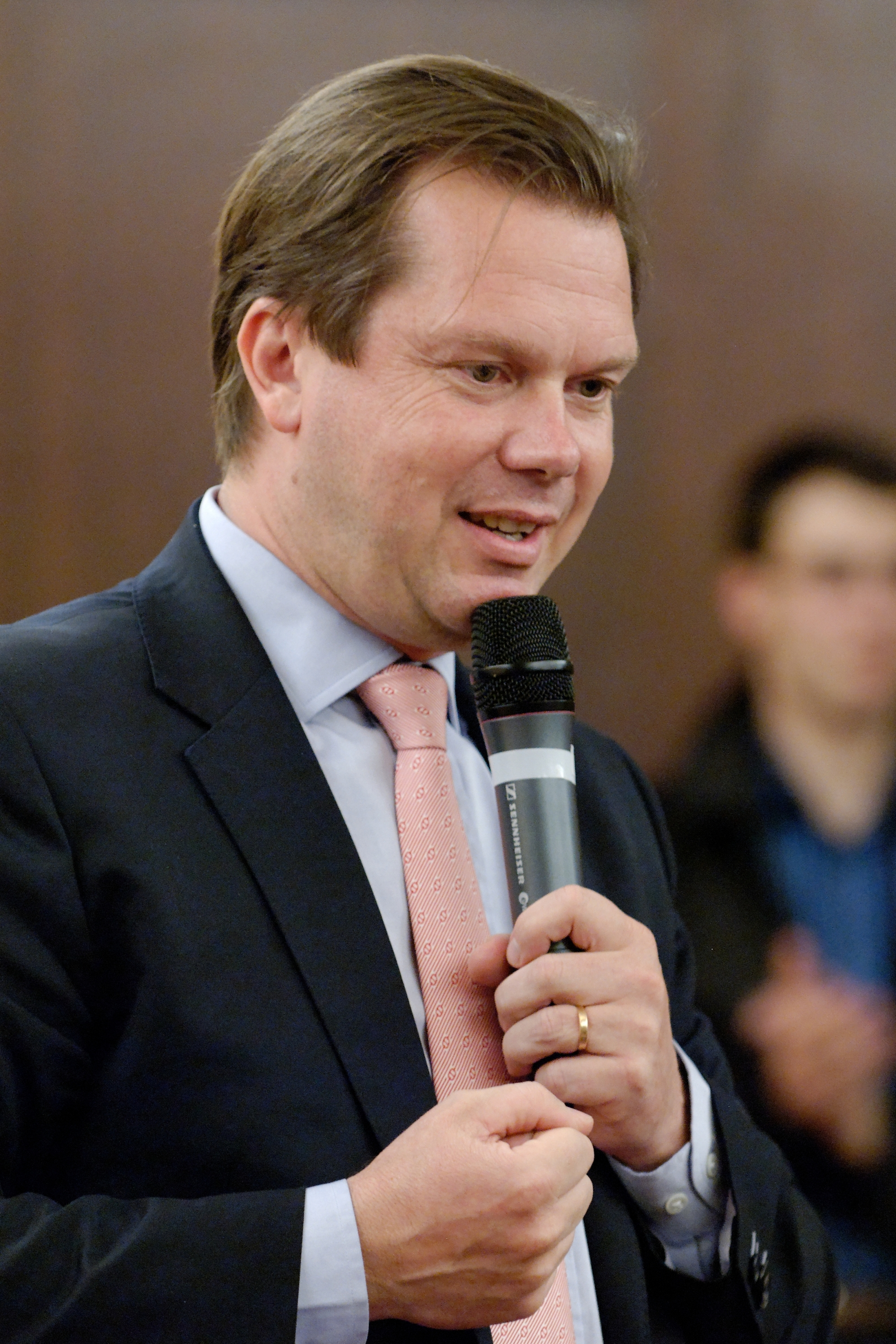
Jérôme Rivière en 2009.

En juillet 2015, il est pressenti pour mener la liste du Front national dans les Alpes-Maritimes à l'occasion des élections régionales de décembre 2015,. La liste sera finalement menée par Olivier Bettati.
Soutenu par le Front national, il est candidat aux élections législatives de 2017 dans la sixième circonscription du Var,. Il est également nommé membre du conseil stratégique de Marine Le Pen pour l'élection présidentielle de 2017. Il est son référent pour la défense,,. Le 15 mai 2017, il est nommé porte-parole de la campagne législative du FN. Il est battu au second tour lors de ces élections législatives face à Valérie Gomez-Bassac (LREM), avec 44,1 % des suffrages.
Lors du congrès de Lille, en mars 2018, Marine Le Pen le nomme membre du conseil national du Front national, renommé par la suite Rassemblement national,.
Il est l'un des interlocuteurs privilégiés de Steve Bannon au sein du Rassemblement national. Il se rend plusieurs fois aux États-Unis pour le RN, notamment pour suivre les derniers jours de la campagne présidentielle de Donald Trump en 2020, et relaie ses contestations des résultats.
En 19e position sur la liste du Rassemblement national aux élections européennes du 25 et 26 mai 2019, il est élu député européen. Il est également élu président de la délégation française du groupe ID au Parlement européen. Libération indique que « son ordre de mission est à l’origine de jouer le caillou dans la chaussure de Nicolas Bay, lui-même vice-président du groupe ID, l’homme fort du dispositif frontiste au sein du Parlement… mais guère en odeur de sainteté dans les cénacles marinistes », avant de se rapprocher de Marine Le Pen. Libération indique qu'il entretient « des relations calamiteuses avec Philippe Olivier », député européen, beau-frère de Marine Le Pen et conseiller stratégique de celle-ci. Il est l'un des députés européens les mieux rémunérés avec plus de 18 000 euros de revenus mensuels grâce à diverses activités annexes à son mandat.
Ami de Louis Aliot — dont il a préfacé l’autobiographie Impossible n’est pas français (sorti en juin 2021) —, il mène une campagne interne pour le faire élire président par intérim du parti après les élections régionales de 2021, poste finalement dévolu à Jordan Bardella. Il est dès lors en disgrâce auprès de Marine Le Pen et ses proches,.
Le parquet de Paris ouvre à son encontre une enquête préliminaire en 2021 pour tapage nocturne, injures publiques et menaces de mort à la suite de faits qui se seraient déroulés au cours d'une soirée à son domicile parisien en décembre 2020.
En vue de l'élection présidentielle de 2022, il travaille sur les questions européennes pour le programme de Marine Le Pen. D'après France Inter, il occupe le portefeuille de la Défense dans le « gouvernement fantôme » de celle-ci. Il est porte-parole de la campagne de Marine Le Pen pour la presse étrangère. Il n'est cependant pas nommé au bureau exécutif du RN lors de son XVIIe congrès en 2021 et n'obtient pas non plus la fonction de trésorier qu'il convoitait.

### Soutien d’Éric Zemmour
En janvier 2022, alors qu'il est en retrait médiatique depuis plusieurs mois, il rejoint la campagne présidentielle d'Éric Zemmour : il devient son porte-parole et vice-président de son nouveau parti, Reconquête,,. Dans le même temps, son assistante parlementaire Isabelle Muller devient la directrice de la communication de la campagne d'Éric Zemmour, dont elle fut l'attachée de presse par le passé,. Son départ lui vaut des critiques acerbes au sein du RN.
Ses rapports avec Éric Zemmour et d'autres membres de l'équipe dirigeante de Reconquête s’enveniment après les élections présidentielle et législatives. L'Express indique que lui-même et Éric Zemmour « ont failli en venir aux mains » lors du comité politique du parti en juin 2022.
Il quitte Reconquête en 2023, accusant notamment Sarah Knafo, compagne et première conseillère d'Éric Zemmour, d’avoir « pris le pouvoir » sur lui.

### Ligne politique
Fervent défenseur de Donald Trump, il est l’un des tenants de la ligne libérale-conservatrice et identitaire au sein de l'extrême droite française. Sa conseillère Isabelle Muller appartient à l’Opus Dei.
Il est parfois surnommé « le sénateur du Kentucky », L'Express mentionnant son « tropisme américain ». Il affirme que la France et les États-Unis sont alliés, mais ne doivent pas être « alignés ».
Un potentiel conflit d’intérêts lié à son mandat d'eurodéputé et à son activité parallèle de directeur général de FFED, une entreprise d’optimisation des véhicules thermiques, a été pointé. Il s'est notamment opposé en 2023 à l’interdiction prochaine de la vente des voitures thermiques neuves, fustigeant « les escrocs de l’écologie ».
Il fut longtemps un « pourfendeur acharné » du « gaspillage de l'argent public » et de la « fraude sociale », jusqu'à sa propre mise en examen pour fraude fiscale.

## Affaire de fraude fiscale
En 2025, il sera jugé le 2 septembre pour « fraude fiscale aggravée et blanchiment de fraude fiscale aggravée » par l’intermédiaire de sociétés-écrans domiciliées à Hong Kong, pour un préjudice total pour les finances publiques de près de 400 000 €.

## Détail des mandats et fonctions

### À l’Assemblée nationale
- 12 juin 1997 - 18 juin 2002 : suppléant de Charles Ehrmann, député (DL) de la première circonscription des Alpes-Maritimes
- 19 juin 2002 - 19 juin 2007 : député (UMP) de la première circonscription des Alpes-Maritimes

### Au Parlement européen
- 2 juillet 2019 – 15 juillet 2024 : député européen
- 2 juillet 2019 – 19 janvier 2022 : président de la délégation française du groupe Identité et démocratie

### Au niveau local
- 20 mars 1998 - 28 mars 2004 : conseiller régional de Provence-Alpes-Côte d'Azur

### Autres
- 1988 : assistant parlementaire de Louis Colombani, député (PR) de la deuxième circonscription du Var
- 1988-1989 : secrétaire général du Mouvement des jeunes républicains (MJR)
- 1989-1993 : chargé de mission du cabinet de François Léotard
- 1993-1995 : chef adjoint du cabinet de François Léotard, ministre de la défense
- 1996-1997 : chef de cabinet de François Léotard, président de l'UDF
- 2009 : directeur de la campagne de Libertas pour les élections européennes de 2009 en France
- 2018-2022 : membre du bureau national du Rassemblement national
- 2022 : vice-président de Reconquête (janvier à avril)

## Synthèse des résultats électoraux

### Élections législatives
| Année | Parti | Parti    | Circonscription         | 1er tour | 1er tour | 1er tour | 2d tour | 2d tour | 2d tour |
| Année | Parti | Parti    | Circonscription         | Voix     | %        | Rang     | Voix    | %       | Issue   |
| ----- | ----- | -------- | ----------------------- | -------- | -------- | -------- | ------- | ------- | ------- |
| 2002  |       | UMP      | 1re des Alpes-Maritimes | 9 015    | 26,57    | 1er      | 17 303  | 58,14   | Élu     |
| 2007  |       | DVD      | 1re des Alpes-Maritimes | 3 315    | 9,84     | 3e       |         |         | Éliminé |
| 2017  |       | FN (DLF) | 6e du Var               | 13 661   | 25,77    | 2e       | 19 371  | 44,11   | Battu   |

### Élections européennes
Les résultats ci-dessous concernent uniquement les élections où il est tête de liste.
| Année | Parti | Parti               | Circonscription | Voix   | %    | Rang | Sièges obtenus |
| ----- | ----- | ------------------- | --------------- | ------ | ---- | ---- | -------------- |
| 2009  |       | Libertas (MPF-CPNT) | Île-de-France   | 91 814 | 3,28 | 8e   | 0 / 13         |

## Ouvrages
- La Droite la plus repentante du monde, Rocher, 2007,  (ISBN 2268062325)
- Tocsin : chroniques contre les liquidateurs de la France, La Nouvelle Librairie, 2021,  (ISBN 9782491446512)
- Zemmour? Ben voyons?, Rocher, 2023,  (ISBN 9782268109282)